# تيري وليامز (طبال)
تيري وليامز (بالإنجليزية: Terry Williams)‏ هو طبال بريطاني، ولد في 11 يناير 1948 في سوانزي في المملكة المتحدة.

## وصلات خارجية
- تيري وليامز على موقع IMDb (الإنجليزية)
- تيري وليامز على موقع ميوزك برينز (الإنجليزية)
- تيري وليامز على موقع أول ميوزيك (الإنجليزية)
- تيري وليامز على موقع ديسكوغز (الإنجليزية)